# Ghosts : Fantômes en héritage
Pour les articles homonymes, voir Ghosts.
Production
Diffusion
Ghosts : Fantômes en héritage est une série télévisée française réalisée par Arthur Sanigou d'après un scénario d'Arthur Sanigou et Joris Goulenok.
Cette fiction, adaptée de la sitcom britannique du même nom diffusée sur BBC One d'avril 2019 à décembre 2023, est une production de BBC Studios France pour Disney+ et TF1,,,.
La série est présentée en avant-première au Festival Séries Mania 2025 à Lille.

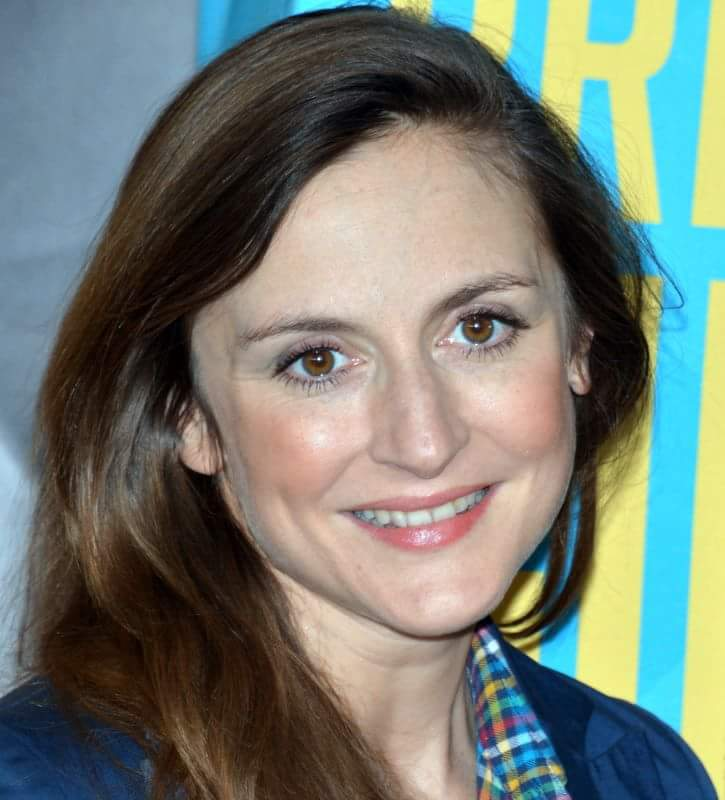
Camille Chamoux.

## Distribution
- Camille Chamoux : Alison Cardinet, l'héritière du château
- Hafid Benamar : Nabil Ben Mabrouk, le compagnon d'Alison
- Natacha Lindinger : la comtesse Marie-Catherine de Mérudeaux
- Fred Testot : l'homme politique Roland Givorant
- Tiphaine Daviot : la paysanne du Moyen Âge Berthe
- François Vincentelli : le colonel Georges Peyrache
- Bruno Sanches : le chef scout Daniel Quignon, dit Dani
- Paul Scarfoglio : le poète Auguste Montfleury
- Monsieur Poulpe : l'homme préhistorique Tayac
- Paul Déby : le collabo François Laval
- Camille Combal : le chef des Gaulois Albos
- Éric Judor : Bernard, le voisin d'Alison et Nabil
- Matthias Quiviger : Pierre Jouvel, l'idole de jeunesse d'Alison

## Production

### Genèse et développement
La série est créée et écrite par Arthur Sanigou et Joris Goulenok, et réalisée par Arthur Sanigou,,,,.
Fabrice Bailly, directeur des programmes et des acquisitions du groupe TF1 précise : « Nous allons proposer au public une série ambitieuse, drôle et originale. TF1 est un partenaire historique de la création et tend, à travers ce type de cofinancement, à confirmer son rôle majeur dans le développement de la fiction française »,.
De son côté, Géry Leymergie de BBC Studios France, souligne : « BBC Studios France est fier d'avoir réuni Disney+ et TF1 autour de cette série qui affiche un casting exceptionnel. Arthur Sanigou et Joris Goulenok ont fait un travail remarquable pour adapter cette série anglaise, en localisant l'action et les personnages en France. A travers ce projet, BBC Studios continue de montrer son ambition sur la fiction française avec des histoires fortes, novatrices et multi genres (voir série sur Netflix Ghosts, fantôme a la maison, https://fr.m.wikipedia.org/wiki/Ghosts_:_Fant%C3%B4mes_%C3%A0_la_maison »,.

### Tournage
Le tournage de la série a lieu à partir du 24 juin 2024 en région parisienne.

### Fiche technique
- Titre français : Ghosts : Fantômes en héritage
- Genre : Comédie, fantastique[1]
- Société de production : BBC Studios France[4],[7],[8],[10]
- Sociétés de diffusion : Disney+ et TF1[2],[3],[6],[7],[8]
- Réalisation : Arthur Sanigou[1],[2],[4],[6],[7],[8],[10]
- Scénario : Arthur Sanigou et Joris Goulenok[2],[4],[6],[8]
- Musique : Matthieu Gonet
- Photographie : Quentin de Lamarzelle[4]
- Pays de production :  France
- Langue originale : français
- Format : couleur
- Nombre de saisons : 1
- Nombre d'épisodes[1] : 6
- Durée : 30 minutes[1]
- Dates de première diffusion : 9 avril 2025 sur Disney+, puis TF1[2],[3],[6],[7],[8]